# Palatka
Palatka – jeden z najbardziej znanych zespołów emo violence. Grupa pochodzi z Gainesville na Florydzie (niedaleko od miasta Palatka położonego w sąsiednim hrabstwie). Pierwszy koncert zespołu odbył się w 1995, natomiast ostatni w 1999.
Palatka nie chciała, aby jej utwory kiedykolwiek zostały wydane na płycie CD. Jednak składanka Possessed To Skate wydana przez 625 Records (pierwotnie na winylu) została ponownie wydana na tym nośniku bez zgody zespołu.

## Członkowie
- Kurt Burja – wokal
- Ryan Murphy – gitara, wokal
- Mark Rodriguez – perkusja
- Mike Taylor – gitara, wokal
- Jason Teisinger – bass

Członkowie zespołu grali też w takich grupach jak I Hate Myself (Ryan był pierwszym basistą, jednak zagrał tylko na jednym koncercie), Halo Perfecto (Mark), Flaws (Mark), True Feedbach Story (Mark i Ryan) i innych.

## Dyskografia
- split 7" z End Of The Century Party Florida Collaboration (wydane przez zespoły)
- split LP z Assholeparade The Network Of Friends Project 2 (Coallition Records, 1997)
- The End of Irony LP (No Idea Records, 1999)

Utwory zespołu znalazły się także na licznych składankach: Fragil Records Compilation #1 '96, A Product of Six Cents, Destroy New Granada, Mandatory Marathon, No Idea 100: Redefiling Music, In Words of One Syllable, Bllleeeeaaauuurrrrgghhh! - A Music War, Possesed to Skate, Southeast Hardcore: Fuck Yeah! i innych.